# Once Caldas Femenino
El Once Caldas Femenino es un club de fútbol femenino colombiano localizado en la ciudad de Manizales, capital del departamento de Caldas que milita en la Liga Profesional Femenina de Fútbol de Colombia, máxima competición futbolística en Colombia. Corresponde a la sección femenina del Once Caldas, club campeón de la Copa Libertadores.

## Historia
La idea del Once Caldas de establecer un equipo de fútbol femenino se da durante el segundo semestre de 2018 debido a que Juan Jose Arenas Rios, en aquel tiempo presidente de la inclusion en la Conmebol, exige que cualquier equipo que vaya a participar de sus competencias de clubes (Copa Libertadores, Copa Sudamericana, Recopa Sudamericana), debe tener un plantel femenino; y aunque se realizaron veedurias para seleccionar a las jugadoras que harían parte de este primer plantel, además de firmar un convenio con el equipo Talentos Caldas para surtir de jugadoras al club, la falta de voluntad para organizar el equipo, además de la incertidumbre sobre la realización del campeonato de liga de 2019 hicieron que este proceso inicial no llegara a buen puerto.
Para julio de 2019, cumpliendo la norma establecida por Conmebol ya que Once Caldas había participado de la Copa Sudamericana 2019 (Aunque la norma no se hizo cumplir, Rionegro Águilas no presentó equipo femenino) y a menos de un mes del inicio de la competencia luego de confirmarse su realización, presentaron un plantel conformado en su mayoría por jugadoras de equipos aficionados de Caldas como Talentos Caldas y Manizales Soccer Club, y algunos refuerzos que ya habían participado en anteriores ediciones de la liga a cargo de DT Julio Cesar Ocampo, se enfrentaron a este nuevo reto con poca preparación jugando solamente contra el plantel masculino Sub-20 del conjunto albo.
Para el campeonato de liga quedaron ubicadas en el Grupo A junto a Atlético Nacional, Independiente Medellín y Deportivo Pereira siendo derrotadas en los seis encuentros que jugaron y anotando un solo gol (Realmente se trató de un autogol frente a Nacional) por lo que quedaron en la última posición de la tabla general del campeonato.
Luego de este mal inicio en la liga colombiana, continuaron trabajando y entre noviembre y diciembre de ese año participaron del torneo de la Liga Caldense de Fútbol en el festejo de sus 50 años. En esta competencia lograron alzarse con el título de campeonas venciendo a Bilbao FC en la final por un marcador de 3 a 0, y habiendo dejado atrás a clubes de mayor tradición como Formas Intimas.
Año 2020
El club siguió preparándose a la espera de la realización de la edición 2020 del campeonato colombiano participando en el IV Torneo Nacional de Fútbol Femenino "Copa Aguardiente Cristal XS" en el marco de la Feria de Manizales, obteniendo el título luego de enfrentarse nuevamente en una final al Bilbao FC a quien venció en esta ocasión por un marcador de 3 a 2.
A mediados del mes de febrero de 2020 y luego de una pausa de más de un mes por parte del plantel, y luego de haberse confirmado la organización de la Liga Femenina Versión 2020, el equipo se concentra nuevamente a cargo de quien fuera el Asistente técnico Oscar Upegui para afrontar este nuevo reto. En esta oportunidad habían quedado ubicadas en el Grupo A del torneo enfrentando a Atlético Nacional, Deportivo Independiente Medellín, Atlético Bucaramanga, Junior y Real San Andrés. Sin embargo, debido a la emergencia sanitaria decretada en el país a causa de la propagación del virus COVID-19, además de la falta de patrocinadores, llevó a la dirigencia del club albo a no reanudar la preparación del equipo por lo que el club finalmente no se presentó para la realización del campeonato.
Intentos de regreso a la actividad
Para el año 2021 y a pesar de la disposición de jugadoras aficionadas caldenses además del clamor de prensa e hinchas, el club no presentó plantel para el campeonato 2021.
En el año 2024, después de 3 años sin actividad de un representativo del conjunto caldense en el rentado nacional, el club manifestó a sus aficionados la intención de presentar nuevamente un equipo femenino al torneo colombiano incluyendo el acceso a los partidos de la primera fase junto al abono de campeonato masculino del 2024-I; sin embargo, finalmente el 17 de enero de ese año se confirma en el sorteo del torneo a través de la DIMAYOR que finalmente el elenco blanco no iba a participar de la competencia, generando polémica entre sus seguidores quienes manifestaron su descontento a través de las redes sociales.
Regreso del Once Caldas al fútbol profesional femenino
A inicios del 2025, y a pesar de algunos imprevistos, finalmente se establece nuevamente el equipo para la liga de ese año, contando con un total de 27 jugadoras y el patrocinio de la Alcaldía de Manizales

## Estadio
El Estadio Palogrande es un estadio de fútbol localizado en Manizales, capital del departamento de Caldas en Colombia. Comparte el campo con su par masculino; cuenta con una capacidad para 28678 espectadores

## Directores Técnicos
Julio Cesar Ocampo: 2019-2020, 2025- actualidad
Oscar Upegui: 2020

## Uniforme
Los uniformes utilizados por el equipo femenino son similares a los del plantel masculino salvo ligeras variaciones en la zona del cuello.

## Palmarés

### Torneos amistosos
Copa Liga Caldense de Fútbol: 2019
Copa Feria de Manizales: 2020, 2025